# Reńsko (Poméranie-Occidentale)
Pour les articles homonymes, voir Reńsko.
Reńsko est une localité polonaise de la gmina rurale de Warnice située dans le powiat de Pyrzyce en voïvodie de Poméranie-Occidentale. Elle se trouve à environ 16 km au nord-est de Pyrzyce et 33 km au sud-est de la capitale régionale Szczecin . Ca population est de 239 habitant.

## Géographie

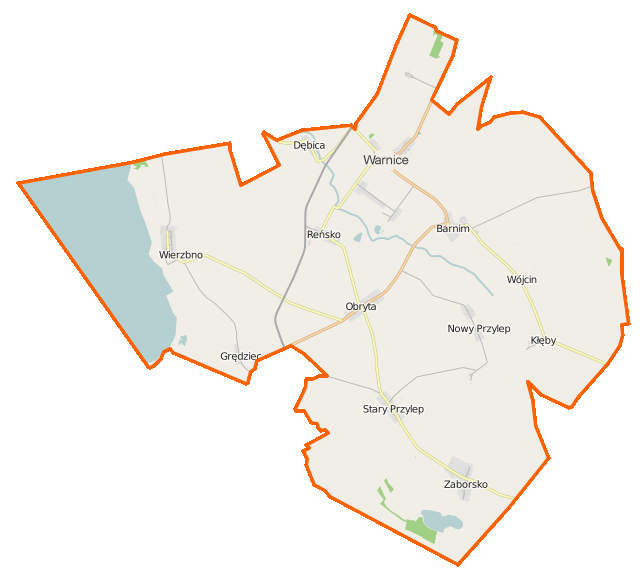
Carte de la gmina de Warnice.